# はくちょう座X-1
はくちょう座X-1（はくちょうざエックスワン、Cygnus X-1、Cyg X-1）は、太陽系から見てはくちょう座の方向約7,300光年の位置にある、ブラックホールに関わるものとして広く認められた最初のX線源である。地球から観測可能なX線源としては最も強力な天体の1つで、HD 226868という青色超巨星とブラックホールによる連星系であると考えられている。1964年に観測ロケットによる観測で発見された。

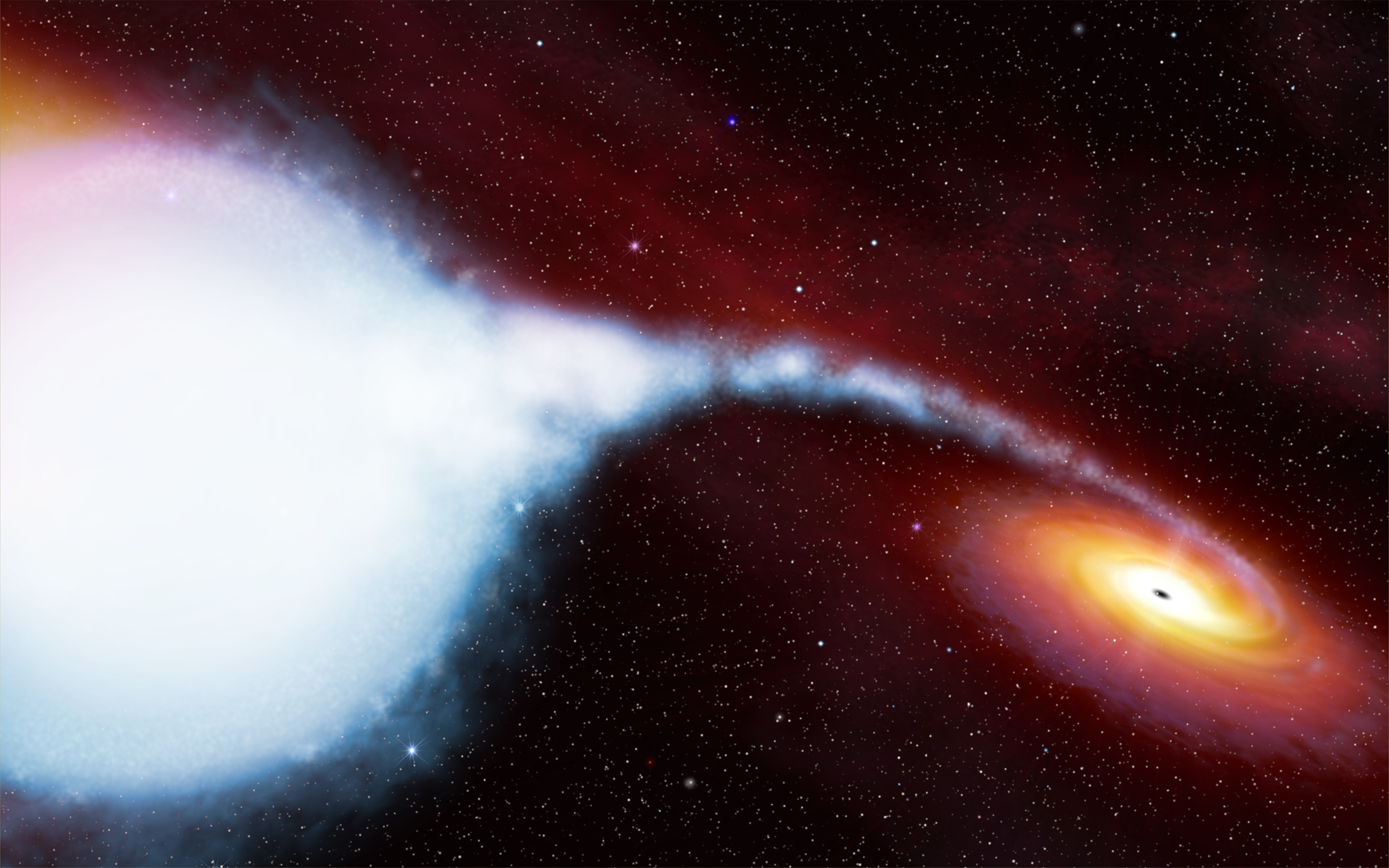
はくちょう座X-1の想像図

ブラックホールと考えられるコンパクト天体の質量は21.2 M☉（太陽質量）と推定されている。主星の青色超巨星とブラックホールは、約0.16 天文単位 (au) の距離で公転している。これは、太陽-水星間の距離の半分にも満たない。
強力なX線は、ブラックホールを取り巻く降着円盤の内側で生じている。降着円盤は、青色超巨星の強力な恒星風で吹き飛ばされたガスがブラックホールに流れ込むことで形成されており、数百万ケルビン (K) に加熱された降着円盤の内側から強いX線が放出されている。ブラックホールに落下しようとする物質のエネルギーの一部は、降着円盤を挟むかたちで位置する一対の垂直なジェットによって星間空間に運び出されている。
HD 226868星系は「はくちょう座OB3」と呼ばれるアソシエーションに属している可能性があり、その場合ブラックホールの年齢は約500万歳で、前駆天体となった恒星は40 M☉以上の質量を持っていたものと推測される。前駆天体の質量の多くは恒星として輝いていた期間のうちに恒星風として排出されてしまったと思われる。もし前駆天体が超新星爆発を起こしていれば、残されたコンパクト天体が連星系から弾き出されてしまうこともあり得るため、超新星爆発を経ずに直接ブラックホールとなった可能性も示唆されている。
1974年に、スティーブン・ホーキングとキップ・ソーンは、はくちょう座X-1がブラックホールか否かという賭けを行い、ホーキングは否定、ソーンは肯定に回った。その後1990年にブラックホールであることを支持する観測結果が報告され、ホーキングは負けを認めている。